# レオナルド・ペレイラ
レオ・ペレイラ（Léo Pereira）ことレオナルド・ペレイラ（ポルトガル語: Leonardo Pereira、1996年1月31日 - ）は、ブラジルのサッカー選手。CRフラメンゴ所属。ポジションはDF。

## クラブ歴
アトレチコ・パラナエンセの下部組織からトップチームに昇格。2014年5月3日にカンピオナート・ブラジレイロ・セリエAのクルゼイロEC戦でマルコス・ギリェルメに代わって投入されて初出場。2015年8月にカンピオナート・ブラジレイロ・セリエCのグアラチンゲタ・フチボウに10月までレンタル移籍した。その後、クルーベ・ナウチコ・カピバリベへのレンタル移籍をした。2017年3月14日にメジャーリーグサッカーのオーランド・シティSCのBチームにシーズン末までのレンタル移籍をしたが、4月半ばにトップチームにも呼ばれて5月17日に初出場。
2020年1月28日、CRフラメンゴと2024年12月までの契約を結んだ。

## 代表歴
U-17代表としては2013 南米U-17選手権に臨んだ。その後、2013 FIFA U-17ワールドカップに出場した。準決勝のメキシコ戦ではPK戦に縺れ込んだが、彼はPKを外した。
U-20代表としては2015 南米ユース選手権に出場した他、2015 FIFA U-20ワールドカップにも出場した。決勝まで進出したが、彼自身は出場しなかった。